# خوژ، خیبر پختونخوا
خوژ (به انگلیسی: Khouzh) یک منطقهٔ مسکونی در پاکستان است که در خیبر پختونخوا واقع شده‌است.